# Medwedewo (Kaliningrad)
Medwedewo (russisch Медведево, deutsch Norgau) ist ein Ort in der russischen Oblast Kaliningrad. Er gehört zur kommunalen Selbstverwaltungseinheit Stadtkreis Selenogradsk im Rajon Selenogradsk.

## Geographische Lage
Medwedewo liegt 27 Kilometer nordwestlich der Stadt Kaliningrad (Königsberg) an der Kommunalstraße 27K-340, eine Stichstraße abzweigend von der von Pereslawskoje (Drugehnen) nach Kruglowo (Polennen) verlaufenden Kommunalstraße 27K-138. Bis 1945 war Norgau Bahnstation an der Bahnstrecke Fischhausen–Marienhof, der Fischhausener Kreisbahn, die nach dem Zweiten Weltkrieg nicht wieder in Betrieb genommen wurde.

## Geschichte
Das Feld Noriow, auf dem sich das Dorf Norgau und auch das Gut Klein Norgau (russisch: Ramenskoje, nicht mehr existent) entwickelten, fand erstmals im Jahre 1310 urkundliche Erwähnung. Im Tal des früher so genannten Norgauer Fließes gibt es einen Burgwall, der mit einem Umfang von 450 Metern als eine der größten prußischen Fliehburgen des Samlandes galt.
Im Jahre 1874 wurde die Landgemeinde Norgau mit dem Gut Klein Norgau in den neu errichteten Amtsbezirk Thierenberg (russisch: Dunajewka, untergegangener Ort) eingegliedert. Er gehörte bis 1939 zum Landkreis Fischhausen, danach bis 1945 zum Landkreis Samland im Regierungsbezirk Königsberg der preußischen Provinz Ostpreußen. Im Jahre 1910 waren in Norgau 321 Einwohner registriert.
Am 30. September 1928 vergrößerte sich die Landgemeinde Norgau um den Gutsbezirk Jouglauken (russisch: Gruschino, nicht mehr existent) aus dem Amtsbezirk Gauten sowie den Gutsbezirk Düringswalde (nicht mehr existent). Die Einwohnerzahl kletterte bis 1933 auf 479 und betrug 1939 bereits 496.
Im Jahre 1945 kam Norgau innerhalb des nördlichen Ostpreußens in Kriegsfolge zur Sowjetunion. Im Jahr 1947 erhielt der Ort den Namen Medwedewo und wurde gleichzeitig dem Dorfsowjet Logwinski selski Sowet im Rajon Primorsk zugeordnet. Später gelangte der Ort in den Schatrowski selski Sowet. Von 2005 bis 2015 gehörte Medwedewo zur Landgemeinde Krasnotorowskoje selskoje posselenije und seither zum Stadtkreis Selenogradsk.

## Kirche
Die überwiegende Mehrheit der Norgauer Bevölkerung war vor 1945 evangelischer Konfession und in das Kirchspiel der Pfarrkirche in Thierenberg (russisch: Dunajewka, nicht mehr existent) eingegliedert. Es gehörte zum Kirchenkreis Fischhausen (Primorsk) in der Kirchenprovinz Ostpreußen der Kirche der Altpreußischen Union. Heute liegt Medwedewo im Einzugsbereich der in den 1990er Jahren neu entstandenen evangelisch-lutherischen Auferstehungskirchengemeinde in Kaliningrad (Königsberg) in der Propstei Kaliningrad der Evangelisch-lutherischen Kirche Europäisches Russland.

## Persönlichkeit des Ortes
- Samuel Echt (1888–1974), jüdischer Volksschullehrer in Danzig, geboren in Norgau